# Chibi-Robo!
Chibi-Robo! est un jeu vidéo de plates-formes et d'aventure, développé par Skip sous la direction de Kenichi Nishi (en) en collaboration avec Nintendo, puis édité par Bandai le 23 juin 2005 au Japon et par Nintendo le 6 février 2006 en Amérique du Nord et le 26 mai 2006 en Europe. Le jeu est ressorti en 2009 au Japon dans la collection Nouvelle façon de jouer ! sur Wii.
Deux jeux Chibi-Robo! sont sortis sur Nintendo DS : Chibi-Robo! Park Patrol, sorti en 2007 au Japon et en Amérique du Nord, et Okaeri! Chibi-Robo! Happy Richie Ōsōji!, sorti en 2007 uniquement au Japon. Deux jeux sont également sortis sur Nintendo 3DS : Chibi-Robo! Let's Go, Photo!, sorti en 2013 au Japon et en 2014 en Amérique du Nord et en Europe, et Chibi-Robo! Zip Lash, sorti en 2015 dans le monde et bénéficiant d'une compatibilité amiibo.

## Scénario
Chibi-Robo est un robot humanoïde minuscule, offert à la petite Jenny Sanderson pour son anniversaire par son père. Chibi-Robo est à la fois un jouet et un robot ménager autonome qui a pour rôle d'entretenir la maison. La famille Sanderson est malheureuse, endettée et le père de Jenny vient de perdre son emploi ; Chibi-Robo aura alors pour objectif de redonner le sourire à tous les membres de la famille.

## Système de jeu
Dans Chibi-Robo!, le joueur prend le contrôle d'un petit robot fonctionnant sur batteries qui effectue l'ensemble des tâches ingrates dans la maison d'une famille de trois personnes : les Sanderson. Le jeu se déroule dans une maison de style 1960. L'objectif du jeu est de d'obtenir la première place du classement des Chibi-Robo en cumulant les points de bonheur au fur et à mesure des tâches réalisées (tâches ménagères et services rendus aux jouets de la maison - qui sont animés en l'absence des humains à l'instar des personnages de Toy Story). Au petit matin comme en début de nuit, Chibi-Robo commence toujours sa mission depuis la Chibi-House où il vit. Il peut y recharger ses batteries sur le secteur, sauvegarder la partie et se connecter au Chibi-PC qui lui permet d'acheter des améliorations et des bonus qui l'aideront dans ses tâches. En plus de sa quête principale, Chibi-Robo devra entretenir la maison qui s'encrasse progressivement : traces du chien, papier qui traînent, feuilles mortes... Ainsi, il gagnera des points de bonheur ; l'objectif est d'en collecter 1 million pour atteindre la tête du classement.
La batterie de Chibi-Robo se décharge progressivement. Le joueur doit surveiller la jauge et trouver une prise électrique pour éviter que Chibi-Robo ne perde conscience. Si cela arrive, Chibi-Robo reprendra ses esprits dans la Chibi-House en ayant perdu la moitié de l'argent amassé.
Il existe une grande diversité d'outils à obtenir pour explorer la maison et accumuler d'autres points de bonheur. L'un d'entre eux est le Chibi-Copter qui permet à Chibi-Robo de se voler vers des zones hors d'atteinte. Chibi-Robo peut aussi obtenir le Chibi-Radar, pour trouver plus facilement des objets cachés. Chibi-Robo peut aussi employer des objets fort utiles tels que la brosse-à-dents, la tasse ou la cuillère.
Chibi-robo peut aussi revêtir différents costumes qui lui confèrent chacun une capacité particulière.
Chibi-robo peut ainsi trouver le costume de bandages, le costume de grenouille, le costume du super-héros Drake...

## Développement
Dans la bêta-version (contrairement à la version finale sortie sur Gamecube), Chibi-Robo devait s'entrainer pour repousser les tentatives de cambriolage de malfaiteurs. Le gameplay était également différent. Plutôt que de jouer à un jeu de plates-formes, le jeu se contrôlait à la manière d'un jeu pointer-et-cliquer dans lequel le joueur n'avait pas le contrôle direct du personnage. Skip a ensuite abandonné provisoirement le projet bien que Kensuke Tanabe, producteur chez Nintendo, montra et recommanda le jeu à Shigeru Miyamoto.
Selon Kenichi Nishi, directeur du développement de Chibi-Robo, la majorité des personnages est constituée de jouets car les humains sont "trop grands pour interagir avec Chibi-Robo". Il a ajouté qu'utiliser des jouets accentuait le caractère "conte de fée" du jeu. Aidé de ses développeurs, il a réuni une cinquantaine de jouets avant de décider de la liste finale des personnages.